# Konungens skål
Konungens skål, eller mer formellt Hans Majestät Konungens skål, är den första skålen som utbringas under formella middagar i Sverige. Liknande hyllningar till andra länders statsöverhuvuden i andra länder eller i bilaterala sammanhang är vanligt förekommande vid officiella tillställningar.  

## Sverige
Den utbringas bland annat under Nobelbanketten av ordföranden i Nobelstiftelsen. I Sverige skall samtliga närvarande på middagen resa sig då denna skål utbringas. Den som utbringar skålen säger "Hans Majestät Konungens skål" och övriga närvarande svarar "Konungen". Därefter höjer man sitt glas och dricker. Skålen bör utbringas i vin.